# Тырская стела

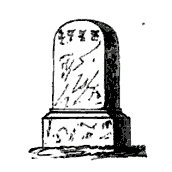
Вид стелы 1413 из книги The Russians on the Amur (1861) Эрнста-Георга Равенштейна (1834—1913).

Тырская стела или Стела храма Юннин — стела времён империи Мин с надписями на китайском, чжурчжэньском и монгольском языках, возведённая в 1413 году возле устья реки Амур при основании храма Юннин (永寕寺) китайским евнухом Ишихой. Храм располагался на месте нынешнего посёлка Тыр Хабаровского края. Последний из известных примеров монументальных надписей на чжурчжэньском языке.
Другая стела с надписью только на китайском языке в память о восстановлении храма Юннин была возведена в 1433 году. Обе стелы на рубеже XIX—XX веков были перевезены во Владивосток, в музей Общества изучения Амурского края (ныне Приморский музей имени Арсеньева), где и хранятся до сих пор.

## Текст
В переводе Г. В. Мелихова, текст стелы начинается следующим образом:

В память о строительстве по высочайшему повелению кумирни Юннисы в Нургане в 11-м г.[периода правления] Юнлэ [династии] Мин (1413 г)
Как известно, [основными] качествами, [присущими] небу, являются высота и свет, и поэтому небо может укрывать [ всё, находящееся под ним]; качества, [присущие] земле - это обширность и толщина, благодаря чему земля способна поддерживать [всё, находящееся на её поверхности.] Качества же, присущие мудрому [мужу] – [его] воля и премудрость, и благодаря им он может радовать ближних и покорять отдалённых, широко благодетельствовать и оказывать помощь народу.
С той поры как наша [Минская] династия объединила Поднебесную и в ней царит спокойствие, прошло 50 лет. И числа всех восточных и южных варваров, которые ныне, преодолевая горы и переплывая моря, неиссякающим потоком совершают коленопреклонения у подножия нашего трона, невозможно сосчитать.
<...>
— Г. В. Мелихов. Политика Минской империи в отношении чжурчженей (1402 –1413 гг.) // Китай и соседи в древности и средневековье. М. 1970

## Галерея

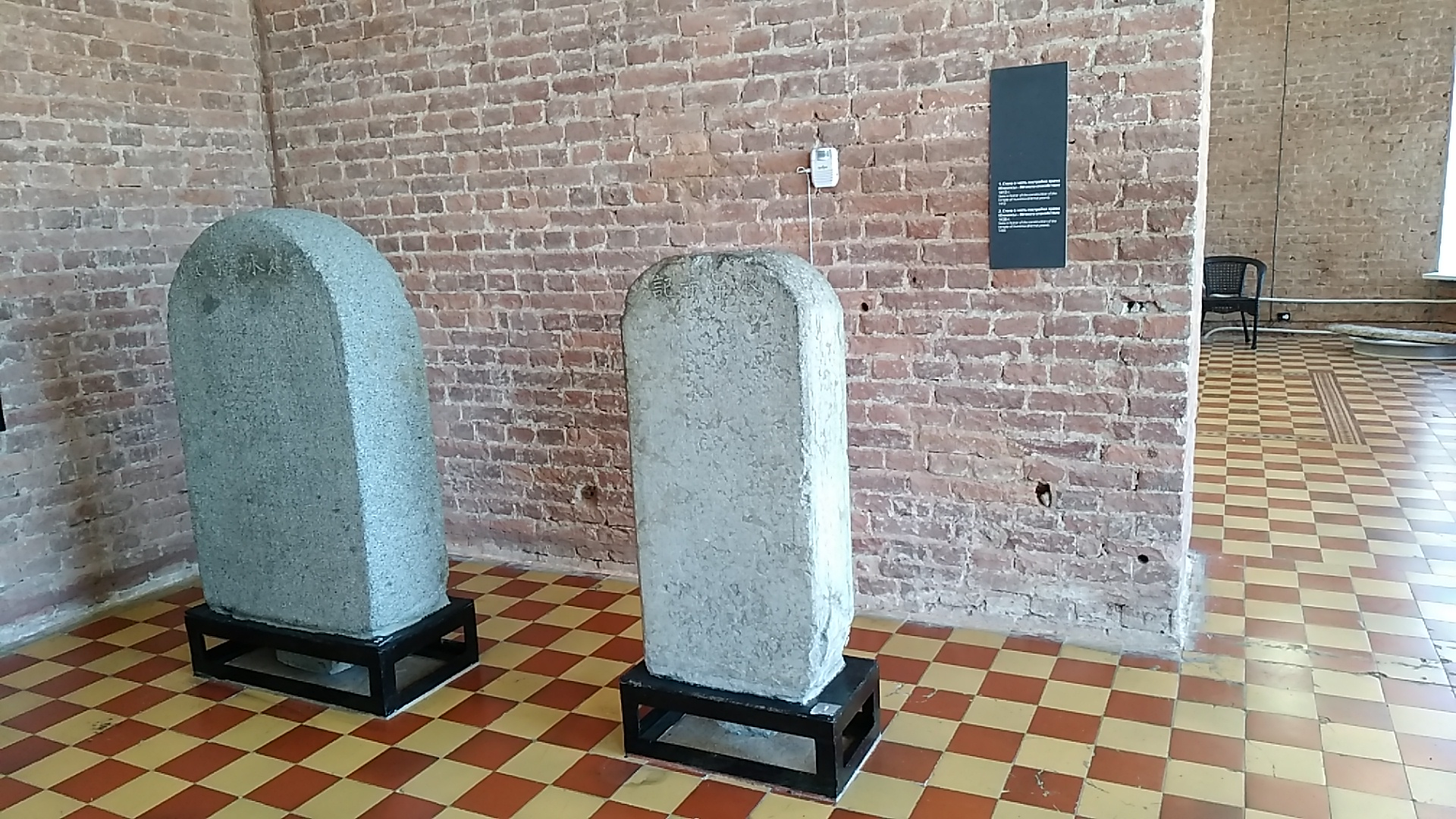
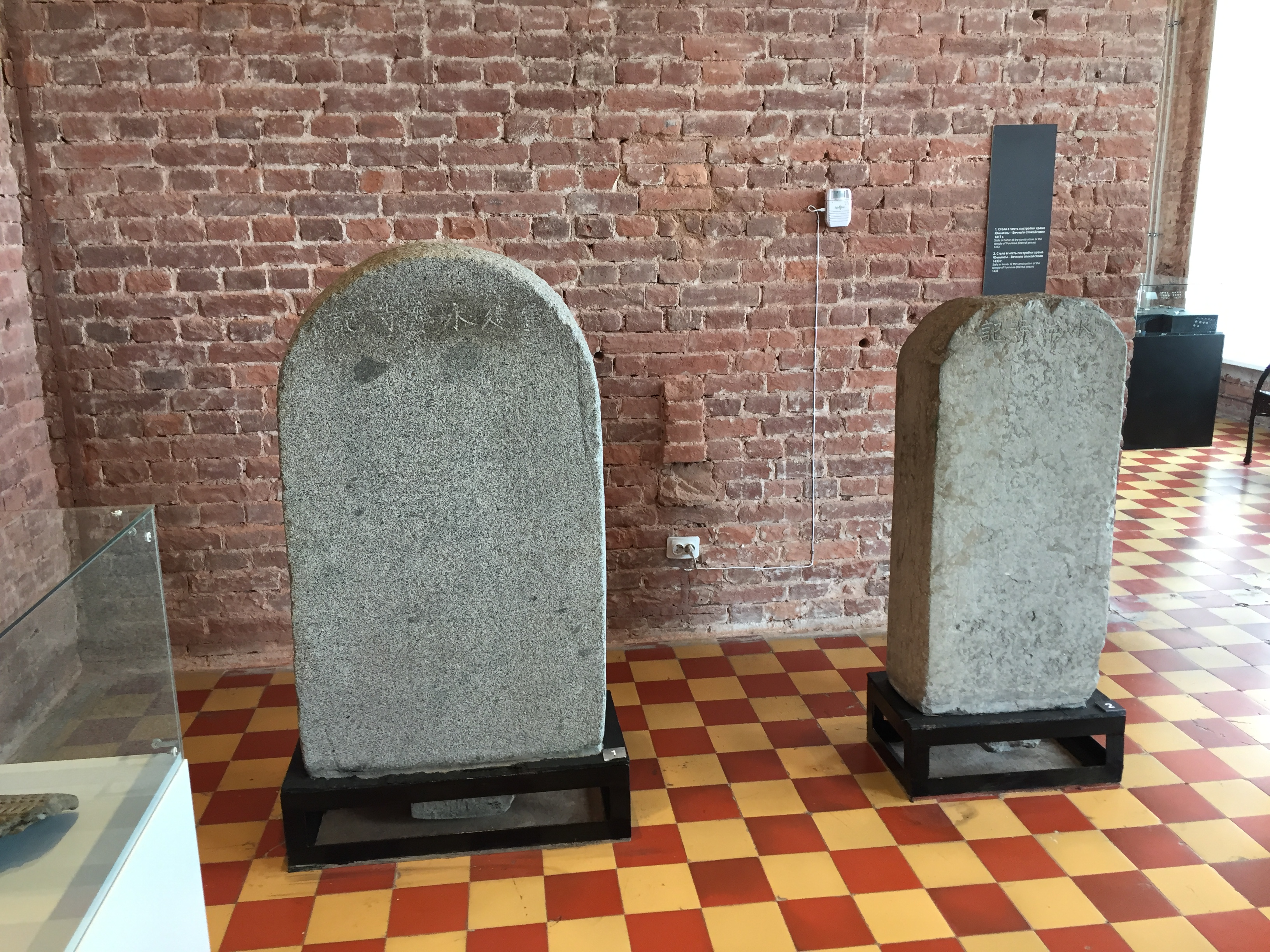
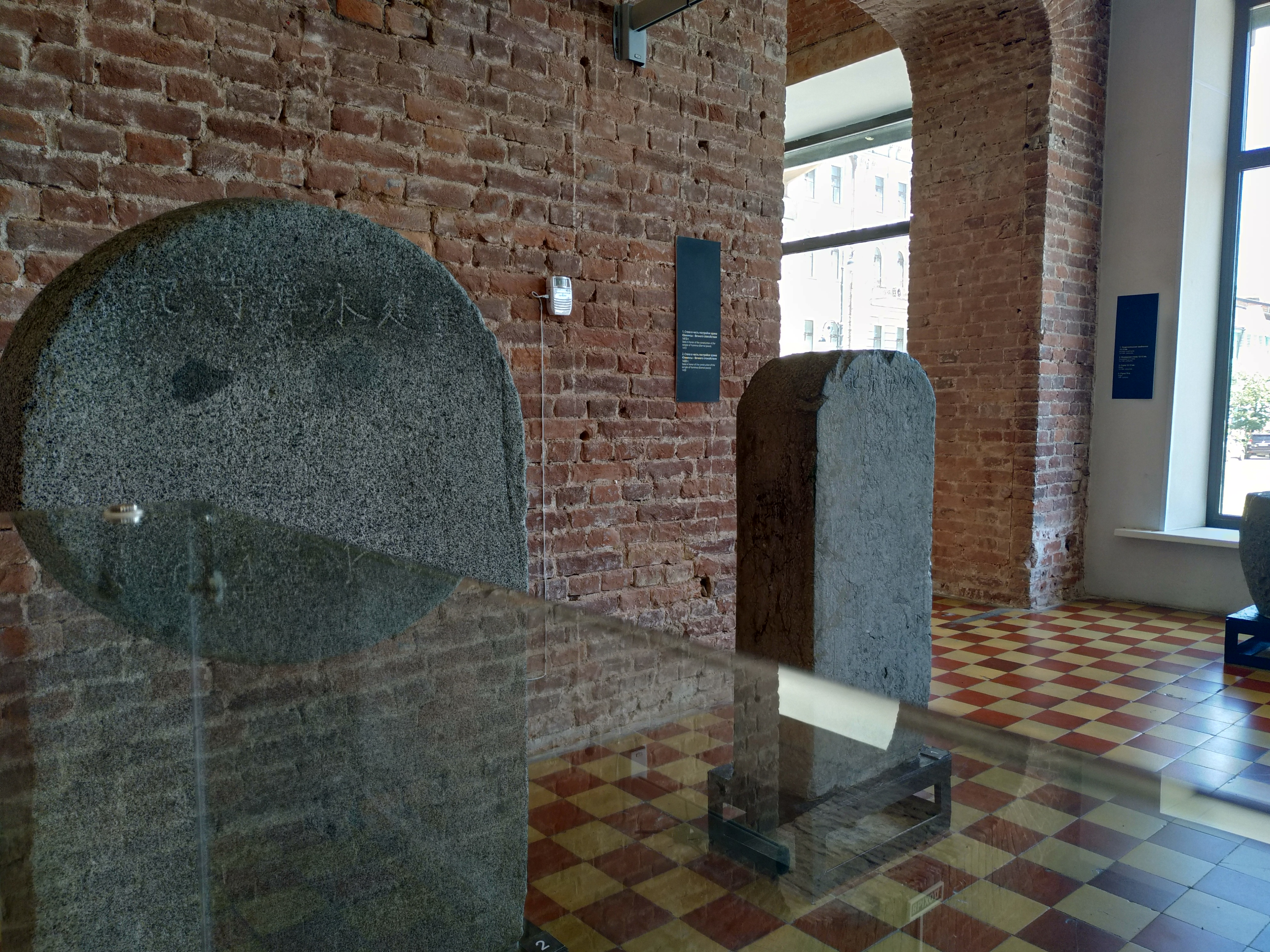
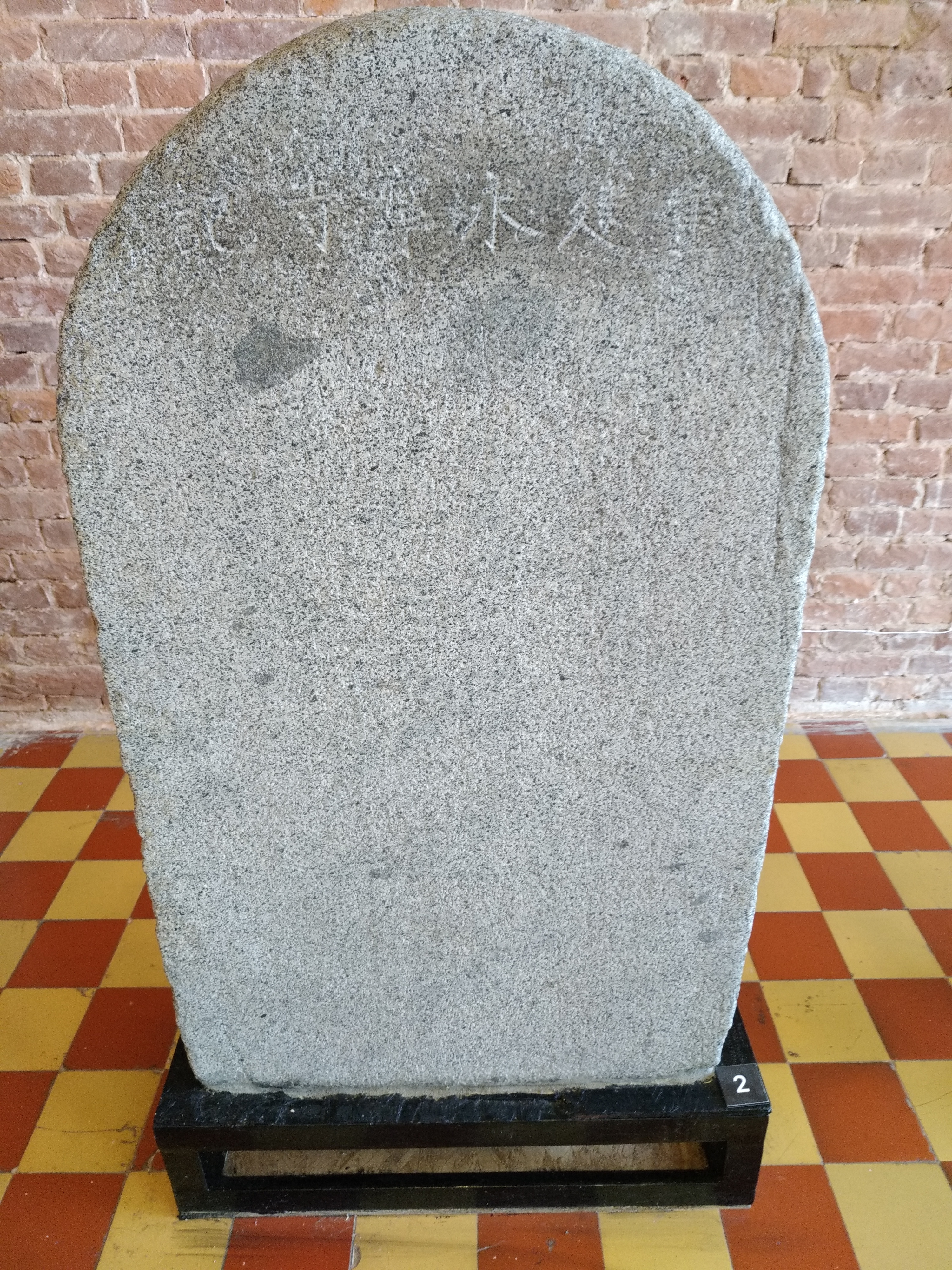
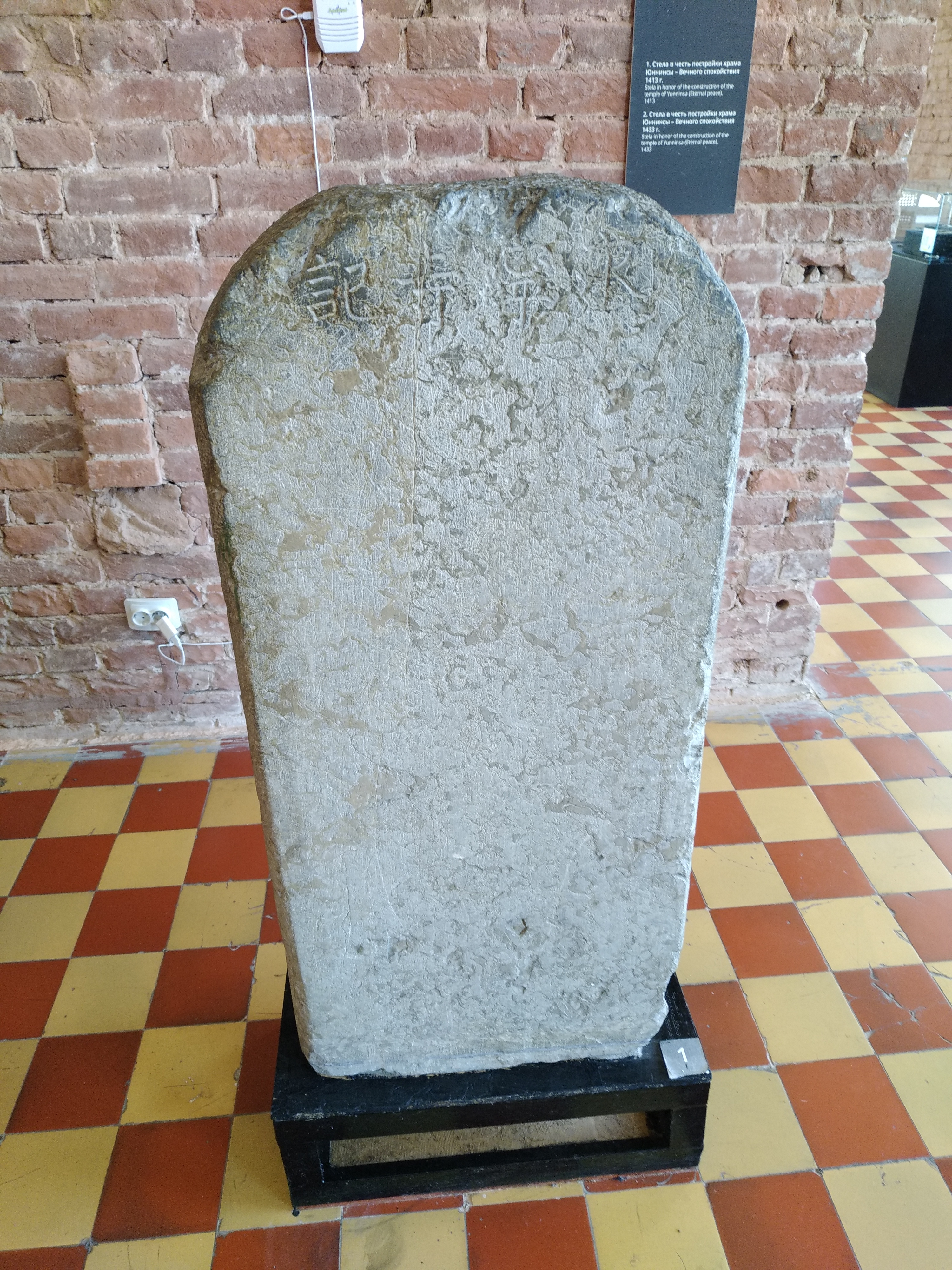
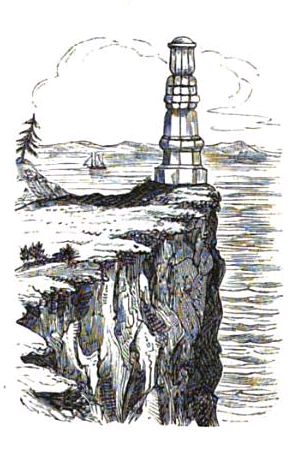